# A House Divided
A House Divided is een Amerikaanse film uit 1931, geregisseerd door William Wyler. Onder anderen Walter Huston, Douglass Montgomery, Helen Chandler, Marjorie Main en Walter Brennan zijn te zien in de film.

## Rolverdeling
| Acteur              | Personage  |
| ------------------- | ---------- |
| Walter Huston       | Seth Law   |
| Douglass Montgomery | Matt Law   |
| Helen Chandler      | Ruth Evans |
| Mary Foy            | Mary       |
| Lloyd Ingraham      | dokter     |
| Charles Middleton   | minister   |
| Frank Hagney        | Big Bill   |
| Richard Alexander   | zeilman    |
| Walter Brennan      | muzikant   |
| Mary Gordon         | stadsvrouw |
| Gibson Gowland      | ober       |
| Marjorie Main       | stadsvrouw |
| Vivien Oakland      | Bess       |
| Rose Plumer         | gast       |